# Domovní svoboda
Domovní svoboda je ústavně zaručené právo zakotvené v čl. 12 Listiny základních práv a svobod. Patří mezi základní lidská práva a svobody, neboť spolu se svobodou osobní a dalšími ústavně zaručenými základními právy dotváří osobnostní sféru jedince, jehož individuální integritu, jako zcela nezbytnou podmínku důstojné existence je nutno respektovat a důsledně chránit.

## Mezinárodněprávní a ústavněprávní zakotvení

### Mezinárodní zakotvení
Domovní svoboda je právo, které můžeme nalézt i dokumentech mezinárodního charakteru. Domovní svoboda je obsažena ve Smlouvě o Ústavě pro Evropu přijatá v roce 2004 jejíž součástí je Charta základních práv Evropské unie.
V Evropské úmluvě o lidských právech nalezneme právo na domovní svobodu v čl. 8, které nám definuje právo na respektování rodinného a soukromého života. V mezinárodní judikatuře prostorová ochrana soukromí je poskytována i čistě pracovním a provozním prostorům.
Judikatura Evropského soudu pro lidská práva staví na vymezení institutu obydlí širší pojetí, kdy vychází z těsného sepětí s právem na soukromý život. Evropský soud pro lidská práva pod právo na respektování obydlí zahrnuje i požadavek na respektování soukromí v místech sídla společnosti, poboček či provozoven právnických osob, kancelářské prostory nebo prostory advokátních kanceláří. Dodává přitom, že omezení pojmu obydlí způsobem, který by vylučoval místa výkonu povolání, není vždy možné. Stačí poukázat na prolínání osobních aktivit jednotlivce a jeho pracovních aktivit.

### Ústavní zakotvení
Listina základních práv a svobod je součástí ústavního pořádku České republiky. Díky zakotvení Listiny základních práv a svobod v Ústavě bylo způsobeno, že práva a svobody člověka (tedy i domovní svoboda) mají nejvyšší právní sílu a jiné právní úkony mohou být zadány jen v takovém případě, že zůstane zachováno právo člověka (právo na domovní svobodu).
V nálezech Ústavního soudu je domovní svoboda základní právo a tedy právo zaručené a nezpochybnitelné. Toto právo ovšem nelze interpretovat jako právo nároku na byt a nelze ani interpretovat jako garanci nabytí bytu. Jde o garanci prostorově vymezeného soukromí. V Ústavě se naznačuje pouze pojem obydlí, kdy je lhostejno kde či v čem se realizuje. Vlastnictví v tomto případě nehraje roli (důležitá je oprávněnost užívání) ani zda je osobou užíván trvale či přechodně (nemocniční pokoj, noclehárna pro bezdomovce, kolej).
Stejná ochrana dopadá i na prostory související s vlastním bytem (garáže, sklepy, terasy, zahrady).
Formulace práv a svobod v dokumentech mezinárodního charakteru kopíruje znění Listiny základních práv a svobod a nemůže být v rozporu.

## Vstup do obydlí
Do obydlí není dovoleno vstupovat bez souhlasu toho, kdo v něm bydlí. Domovní prohlídka je přípustná jen za účelem trestního řízení a jen na příkaz soudce. Způsob provedení domovní prohlídky stanoví zákon.
Každý má svá práva včetně práva na respektování soukromého a rodinného života, obydlí a korespondence. Státní orgán může zasahovat do tohoto práva u případů, kdy je to v souladu se zákonem a nezbytné v zájmu národní a veřejné bezpečnosti, hospodářského blahobytu země, ochrany pořádku a předcházení zločinnosti, ochrany života nebo zdraví osob nebo pro ochranu práv a svobod druhých.
Článek 12 Listiny též definuje, pokud je obydlí užíváno pro podnikání nebo provozování jiné hospodářské činnosti, mohou být zásahy do domovní svobody zákonem dovoleny. Také pokud je to nezbytné pro plnění úkolů veřejné správy.

## Porušování domovní svobody

### Porušování domovní svobody
Pojem domovní svobody se nejčastěji vztahuje k trestnému činu proti svobodě, tedy porušování domovní svobody v § 178 Trestního zákoníku, kdy § 178 definuje jaké sankce a tresty hrozící za porušení domovní svobody neoprávněným vniknutím či setrváním a způsoby provedení porušením domovní svobody.
Smyslem tohoto ustanovení trestního zákona je ochrana ústavou zaručené svobody občana na ochranu prostor, které jsou jím užívány k bydlení. Ochrana se vztahuje i na prostory užívané k bydlení krátkodobě, například hotelový pokoj, a také na všechny uzavřené nebo ohrazené prostory (příslušenství), které s užíváním obydlí přímo souvisí (například sklep, půda, garáž, zahrada). Zásahy do této svobody jsou možné jen na základě zákonného oprávnění.

### Neoprávněné vniknutí
Neoprávněným vniknutím je jak aktivní překonání nesouhlasu uživatele obydlí, tak i vstup do obydlí bez jeho vědomí. Ochrana se poskytuje uživateli obydlí proti vlastníkovi obydlí (například majiteli nájemního domu), pokud do bytu vnikne neoprávněně.
O zákonný znak násilí s překonáním překážky se jedná ve všech případech, kdy je odstraněna jakákoli překážka bránící neoprávněnému vniknutí do obydlí. Například odstranění sítě, jejímž vlastním účelem je zabránit vnikání hmyzu, při současně otevřeném okně obydlí, nebo usmrcení hlídacího psa. Překážka ovšem nemusí být překonána s použitím násilí, ale postačí jakékoliv její odstranění, otevření, přeskočení nebo přelezení.
O trestný čin se nejedná, pokud dá ke vstupu do obydlí souhlas alespoň jedna osoba, která je k tomu oprávněna. O trestný čin porušování domovní svobody se jedná i v případě, že byt je dočasně neobydlen, například pro poruchu topení v zimním období, dlouhodobou zahraniční cestu uživatele. V případě rozvodu manželství se může o tento trestný čin jednat pouze tehdy, pokud před jeho spácháním došlo k úpravě režimu užívání jednotlivých prostor obydlí (například předběžným opatřením soudu, nebo smlouvou ve smyslu občanského práva) a pachatel jedná v rozporu s touto úpravou.
V případě neoprávněného vniknutí do bytu za účelem jeho následného užívání se může jednat o jiný trestný čin, a to o Neoprávněný zásah do práva k domu, bytu nebo nebytovému prostoru podle § 208 tr. zákoníku a pachatel může být potrestán odnětím svobody až na dvě léta nebo peněžitým trestem.
V případě krádeže provedené vloupáním dle § 205 odst. 1, písm. b) do obydlí se pachatel vždy v jednočinném souběhu dopustí také trestného činu porušování domovní svobody.

### Nutná obrana
Nutná obrana proti tomuto trestnému činu je v mezích ustanovení § 29 tr. zákona okolností vylučující protiprávnost.